# Al-Jazari

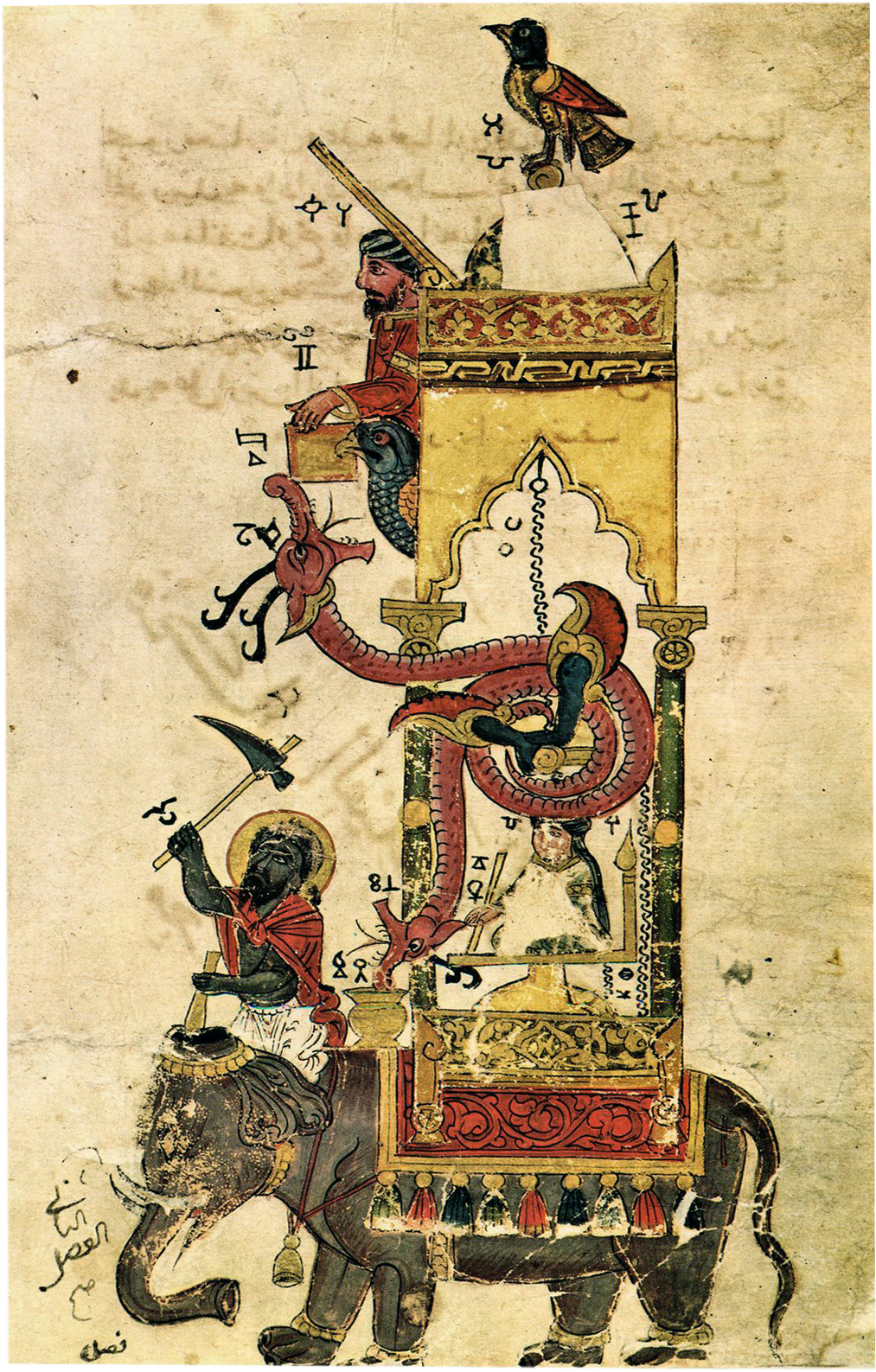
O Relógio-Elefante foi uma das mais famosas invenções de Al-Jazari

Badi'al-Zaman Abū al-'Izz ibn Ismā'īl ibn al-Razāz al-Jazarī (1136–1206) (Árabe: بديع الزمان أَبُو اَلْعِزِ بْنُ إسْماعِيلِ بْنُ الرِّزاز الجزري‎) foi um polímata muçulmano curdo
ulemá, inventor, engenheiro mecânico, artesão, artista e matemático de Jazirat ibn Umar (atual Cizre, Turquia), que viveu durante a Idade de Ouro Islâmica (Idade Média). Ele é mais conhecido por escrever o al-Jāmiʿ bain al-ʿilm wa al-ʿamal al-nāfiʿ fī ṣināʿat al-ḥiyal (O Livro do Conhecimento de Dispositivos Mecânicos Engenhosos) em 1206, onde ele descreveu 100 dispositivos mecânicos, dos quais 80 são truques hidráulicos de vários tipos, juntamente com instruções de como construí-los.